# Micropterocerus longifacies
Micropterocerus longifacies är en tvåvingeart som beskrevs av Friedrich Georg Hendel 1914. Micropterocerus longifacies ingår i släktet Micropterocerus och familjen fläckflugor.
Artens utbredningsområde är Bolivia. Inga underarter finns listade i Catalogue of Life.